# Nelly Jane Benneweis
Nelly Jane Benneweis, tidl. Annette Otto Jensen, (15. juni 1934 i Brønshøj – 21. maj 2009 på Frederiksberg) var især kendt som sprechstallmeister i Cirkus Benneweis fra 1971 til 1996.
Nelly Jane debuterede som danser i Lorry, og har danset på flere teatre især i Tyskland. 
I 1960'erne kom hun tilbage til Lorry, hvor hun også blev konferencier.
Hun blev gift med Sonny Benneweis i 1977.

## Ekstern reference
1. ↑  Nelly Jane Benneweis på gravsted.dk